# Louis Michel (físico)
Louis Michel (Roanne, 4 de maio de 1923 — Bures-sur-Yvette, 30 de dezembro de 1999) foi um físico matemático francês. Foi professor do Institut des Hautes Études Scientifiques (IHES).